# 아소토 유니온
아소토 유니온(Asoto Union)은 대한민국의 펑크(Funk) 밴드이다. 드럼 김반장, 베이스 김문희, 기타 윤갑열, 키보드 임지훈으로 이루어져 있다. 팀명의 아소토는 부두교 제사의식에 쓰이는 북 이름에서 온 것으로 흑인음악과 주류가 아닌 소수자(마이너리티) 문화에 대한 지향을 상징하고 있다.
2001년 결성되었으며, 2003년 1집을 발표했다. 홍대 앞 등 거리에서 공연을 열고 스트릿훵키밴드를 표방하며 활동했다. 탄탄한 음악성을 선보인 1집 발표 후 주목받던 중 해체됐다.
해체 후 리더 김반장과 기타 윤갑열은 윈디시티로 음악활동을 이어나가고 있다.
또한 키보드 임지훈과 베이스 김문희는 펑카프릭&부슷다로 음악활동을 이어나가고 있다.

## 발표 앨범
- 2003년 : 《Sound Renovates A Structure》

- 〈Sound Renovates a Structure Intro〉
- 〈We Don't Stop〉
- 〈Make it Boogie (We've Got Funky Jazz)〉
- 〈Liquid〉
- 〈Think About 'Chu〉 뮤직비디오 제작
- 〈Dynamite〉
- 〈Blow Ma Mind〉
- 〈Smood Feelin'〉
- 〈Mad Funk Camp All Starz〉
- 〈Asoto Union Theme〉